# Chelonarium nigerrimum
Chelonarium nigerrimum là một loài bọ cánh cứng trong họ Chelonariidae. Loài này được Méquignon miêu tả khoa học đầu tiên năm 1934.